# Marathon, Iowa
Marathon är en ort i Buena Vista County i Iowa. Vid 2020 års folkräkning hade Marathon 230 invånare.